# Vết Trắng Lớn

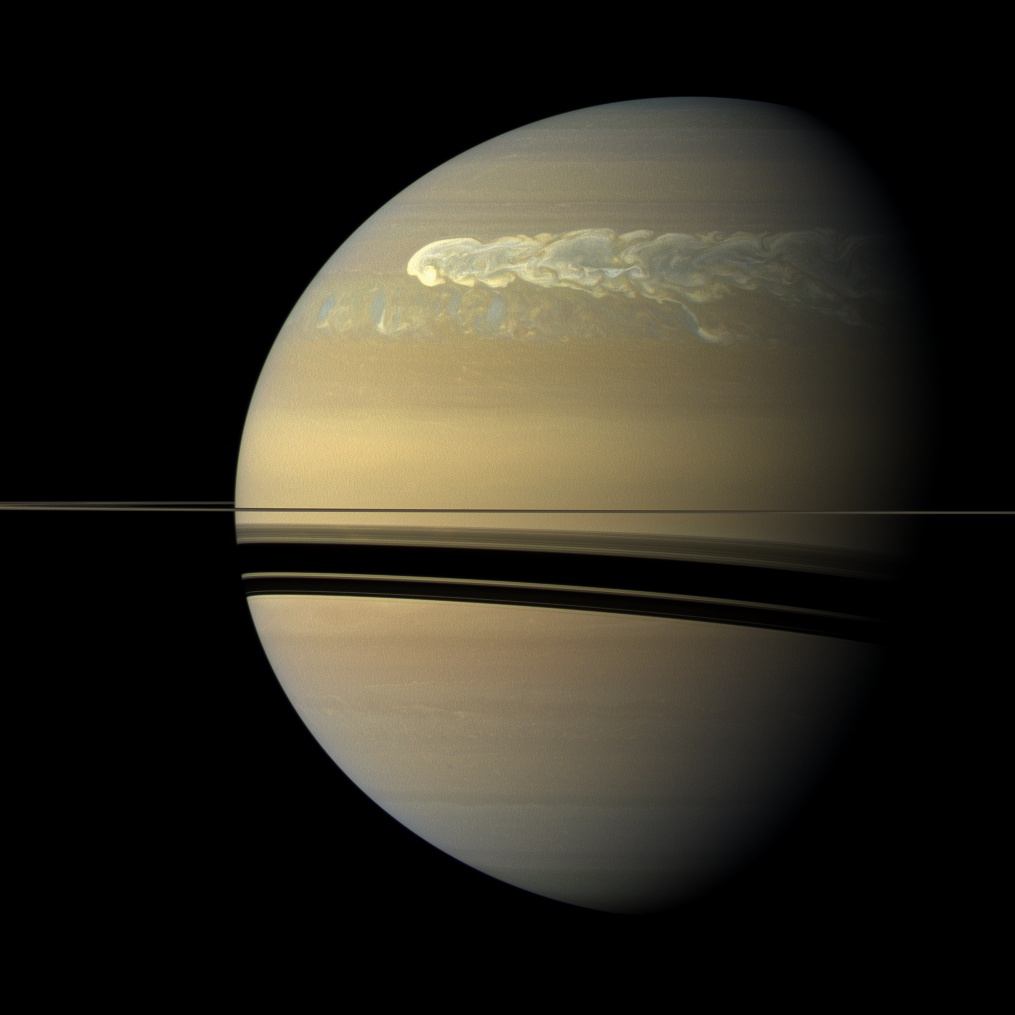
Vết trắng lớn của sao Thổ năm 2011.

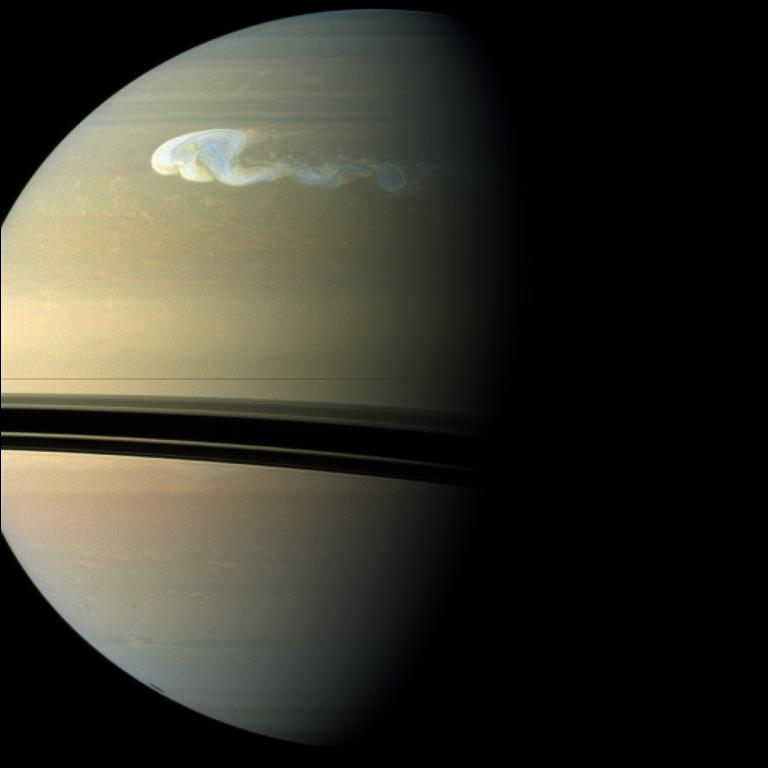
Cơn bão tháng 12 năm 2010

Vết Trắng Lớn, còn được gọi là Great White Oval, trên Sao Thổ, được đặt tên tương tự như Vết Đỏ Lớn của Sao Mộc, là những cơn bão định kỳ đủ lớn để có thể nhìn thấy từ Trái Đất qua kính viễn vọng bởi vẻ ngoài màu trắng đặc trưng của chúng. Các vết này có thể rộng vài ngàn km.
Cassini orbiter có thể theo dõi trường hợp bão năm 2010-11, còn được gọi là nhiễu loạn tĩnh điện phía Bắc do sự gia tăng nhiễu sóng vô tuyến và plasma, hay Bão lớn mùa xuân.
Dữ liệu của Cassini đã tiết lộ sự mất đi acetylene trong các đám mây trắng, sự gia tăng phosphine và nhiệt độ giảm bất thường ở tâm bão. Sau khi các khía cạnh có thể nhìn thấy của cơn bão lắng xuống, vào năm 2012, một "tiếng ợ" của nhiệt và ethylene đã được phát ra từ hai điểm nóng hợp nhất.

## Xảy ra
Hiện tượng này có phần xảy ra định kỳ ở các khoảng thời gian 28,5 năm, khi bán cầu bắc của Sao Thổ nghiêng nhiều nhất về phía Mặt trời. Sau đây là danh sách các trường hợp nhìn thấy được ghi lại.
- 1876 - Quan sát bởi Asaph Hall. Ông đã sử dụng các đốm trắng để xác định thời gian quay của hành tinh.
- 1903 - Quan sát bởi Edward Barnard.
- 1933 - Quan sát bởi Will Hay, diễn viên truyện tranh và nhà thiên văn nghiệp dư. Cho đến thời gian gần đây quan sát nổi tiếng nhất.
- 1960 - Quan sát bởi JH Botham (Nam Phi).
- 1990 - Quan sát bởi Stuart Wilber, từ 24 tháng 9 đến tháng 11.
- 1994 - Được nghiên cứu bởi các nhà quan sát trên mặt đất và Kính thiên văn vũ trụ Hubble.[5]
- 2006 - Quan sát bởi Erick Bondoux và Jean-Luc Dauvergne.
- 2010 - Lần đầu tiên được quan sát bởi Anthony Wesley,[6] chụp bởi tàu thăm dò không gian Cassini 2010-2011.[1]

Điều đó không được ghi lại trước năm 1876 và nó đã là một bí ẩn, trong một số cách gần giống với khoảng cách quan sát Vết Đỏ Lớn trong thế kỷ 18 và đầu thế kỷ 19; Vết Trắng Lớn (GWS) năm 1876 cực kỳ nổi bật, có thể nhìn thấy ở khẩu độ nhỏ tới 60 mm. Người ta không biết liệu hồ sơ trước đó chỉ đơn giản là thiếu thông tin, hay nếu 1876 GWS thực sự là lần đầu tiên cho kỷ nguyên kính thiên văn. Một số người tin rằng không có kịch bản nào có khả năng.
Năm 1992, Mark Kidger đã mô tả ba mẫu GWS quan trọng:
1. Các GWS thay thế theo vĩ độ, với một lần xuất hiện được giới hạn ở Vùng ôn đới phía Bắc (NTZ) hoặc cao hơn, và sau đó được giới hạn ở Vùng xích đạo (EZ). Ví dụ, 1960 GWS có vĩ độ cao và 1990 GWS là xích đạo.
2. Các GWS vĩ độ cao tái phát ở khoảng thời gian ngắn hơn một chút so với các GWS xích đạo (~ 27 so với ~ 30 năm).
3. Các GWS vĩ độ cao có xu hướng ít nổi bật hơn nhiều so với các GWS xích đạo.

Dựa trên những quy tắc rõ ràng này, năm 1992 Kidger đã dự báo (không chính xác, đưa ra cho cơn bão 2010-11) rằng GWS tiếp theo sẽ xảy ra ở Vùng ôn đới Bắc năm 2016, và có lẽ sẽ kém ngoạn mục hơn so với năm 1990 GWS.

## Đặc điểm và nguyên nhân
Vết Trắng Lớn thường bắt đầu như những "đốm" rời rạc, nhưng sau đó nhanh chóng mở rộng về kinh độ, như những GWS năm 1933 và 1990; trong thực tế, lần xuất hiện năm 1990 đủ dài để bao vây hành tinh.
Mặc dù mô hình máy tính có từ đầu những năm 1990 cho thấy những sự gia tăng khí quyển khổng lồ này là do sự mất ổn định nhiệt, năm 2015, hai nhà khoa học hành tinh Caltech đã đề xuất một cơ chế chi tiết hơn. Lý thuyết này như khí quyển thượng tầng của sao Thổ trải qua quá trình làm mát theo mùa, nó đầu tiên được ít dày đặc như nước nặng mưa ra ngoài, mật độ tối thiểu, và sau đó trở nên dày đặc hơn như hydro và heli còn lại tiếp tục để làm mát. Các loại khí có mật độ lớp trên thấp có xu hướng triệt tiêu đối lưu, nhưng các lớp trên có mật độ cao không ổn định và gây ra giông bão khi chúng vỡ thành các lớp thấp hơn. Giả thuyết cho rằng các cơn bão bị trì hoãn đáng kể từ ngày đông chí do thời gian cần thiết để bầu không khí rất rộng làm mát. Nhóm nghiên cứu đề xuất rằng những cơn bão tương tự không được nhìn thấy trên Sao Mộc vì hành tinh đó có ít hơi nước trong bầu khí quyển phía trên của nó.
Vành đai của Sao Thổ chặn tầm nhìn của bán cầu bắc từ Trái Đất trong ngày đông chí, vì vậy dữ liệu lịch sử về GWS không có sẵn trong mùa này, nhưng tàu thăm dò không gian Cassini đã có thể quan sát toàn bộ hành tinh kể từ khi nó đến ngay sau khi nó đến đông chí năm 2004.